# Cachou Lajaunie
Pour les articles homonymes, voir cachou.
Le Cachou Lajaunie est une petite pastille carrée de couleur noire à la réglisse et à la poudre de cachou, vendue dans une boîte métallique jaune et ronde. La friandise a également existé à la menthe et à la vanille. Elle voit le jour en 1880 à Toulouse chez le pharmacien Léon Lajaunie (1841-1914).
La marque a connu différents propriétaires depuis sa création, dont Mondelez International. Depuis 2012, cette dernière devient la propriété de Perfetti Van Melle. Plus de trois millions de boites sont vendues chaque année[réf. nécessaire].

## Provenance de la poudre de cachou
La confiserie inventée par le pharmacien Lajaunie tire son nom "cachou" d'un composant majeur de la préparation en question, la poudre de cachou fabriquée à partir de décoction de matière végétales originaires d'Asie du Sud-Est :
- des fruits du palmier Areca catechu L., les noix d'Arec, c'est le cachou d'Arec ;
- du bois de l’Acacia catechu (L.f.) Willd., c'est le cachou officinal ;
- des feuilles du Nauclea Gambir Hunt, c'est le cachou Gambir.

Vers la fin du XIXe siècle, seul le cachou officinal était utilisé dans la pharmacopée occidentale.  La résine végétale est extraite des matières premières par décoction puis séchée et compactée en pains pour obtenir une substance astringente, douce-amère, brune, cassante. Celle-ci était connue autrefois sous divers noms commerciaux devenus désuets tels que : cachou de Pégu ou caschuttie. Ceci permettait de la différencier des autres types de cachous.
Tous les types de cachous, y compris le cachou officinal, ont aujourd’hui principalement un usage tinctorial dans le monde sauf en Asie, où l'on exploite fréquemment l'Acacia à cachou pour obtenir un extrait aqueux concentré -similaire au cachou officinal- utilisé comme additif astringent dans diverses préparations autochtones, sous le nom de gomme khayer ou khair.
Le cachou officinal tire ses propriétés astringentes, rafraîchissantes et sa saveur particulière de la concentration particulièrement élevée en catéchol (dit également catéchine ou anciennement acide catéchique), en divers dérivés de l'acide tannique et en bioflavonoïdes tels que la quercétine.
Le cachou officinal, au contraire du cachou d'arec qui est toxique, ne provoque pas le déchaussement des dents ou des cancers des voies supérieures comme cela arrive souvent chez les habitués mâchant quotidiennement du paan à base de feuille de bétel, de noix d'arec et d'adjuvants divers.

## Histoire

### L'origine de la commercialisation
Dès le XVIIe siècle, le cachou officinal se vendait un peu partout en Europe sous plusieurs formes : grains, tablettes, pastilles (cachou de Bologne), teinture. Il était très apprécié car il parfumait l’haleine et avait certaines vertus supposées médicinales, ayant acquis la réputation d'être bon pour les dents et l’estomac. 
Pendant très longtemps, l'extrait sec vendu en pains ou en poudre était commercialisé par les apothicaires qui le vendaient tel quel ou sous la forme de préparations et les médecins le prescrivaient à leurs malades.

### Le Cachou Lajaunie

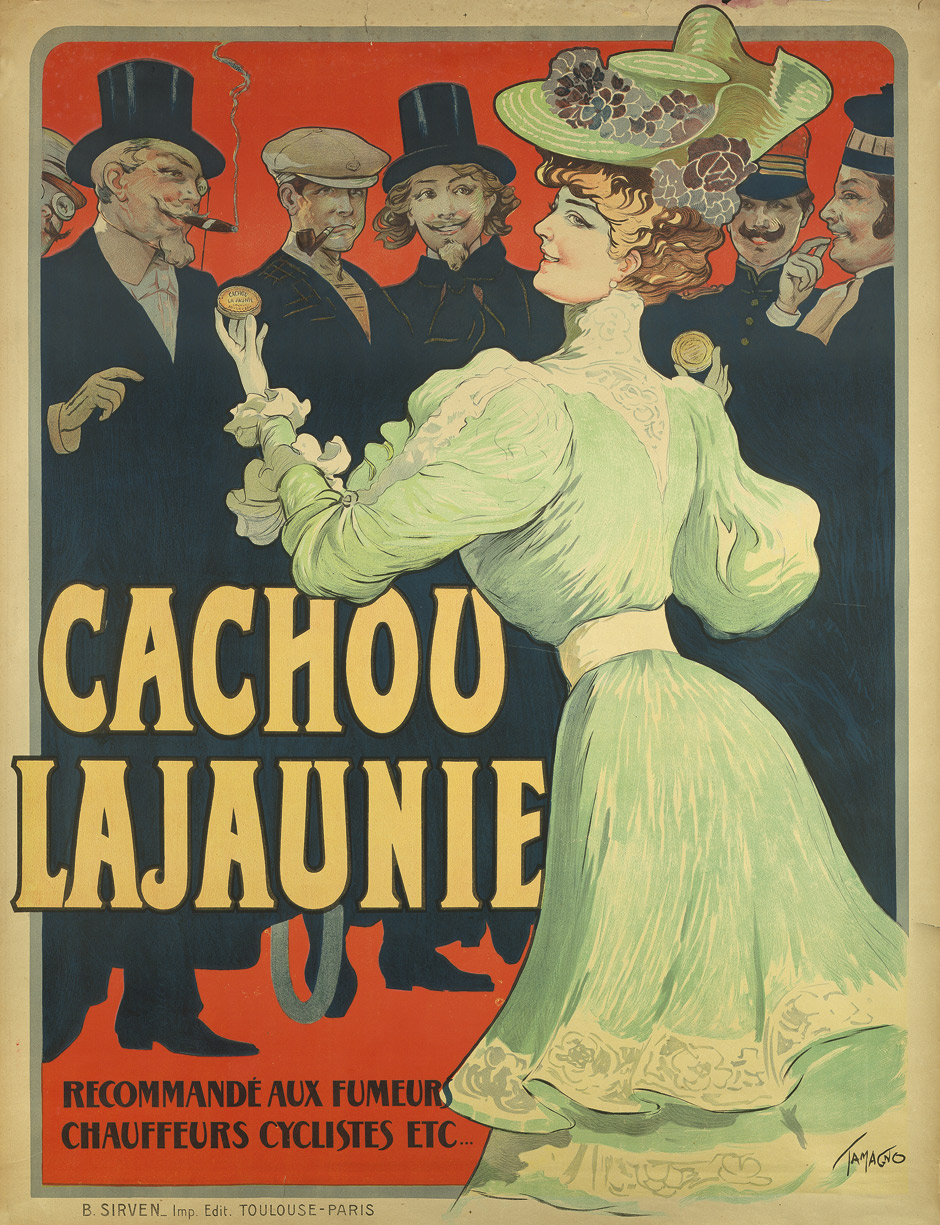
Première publicité en 1890 créée par Tamagno.

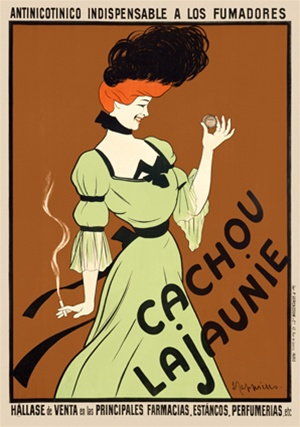
Affiche de Leonetto Cappiello, vers 1900 (légendée en espagnol).

En 1880, un pharmacien du nom de Léon Lajaunie change la recette de pastilles bonbons et les commercialise sous son nom dans de petites boîtes jaunes. 
L'histoire raconte que Léon Lajaunie avait parmi ses clients des fumeurs, des chauffeurs, des cyclistes, des gens qui toussotaient et qui crachotaient, d'autres à l'hygiène dentaire et buccale négligée qui se plaignaient de leur forte haleine. Il décida de procéder à des mélanges, comme savaient si bien le faire les pharmaciens de l'époque, afin de trouver une solution au problème buccal de ses clients.
Il utilisa plusieurs catégories de réglisse qui étaient trempées, fondues et brassées.
Il y ajouta également plusieurs autres produits (sucre, amidon, lactose, gélatine aromatisée, poudre de cachou). Après refroidissement, il incorpora à la pâte de la poudre d’iris et de la résine de lentisque comme principes amers. Après repos, il ajouta de l’essence de menthe anglaise. Par la suite il aplatit, étira et étala le mélange sur un marbre huilé sur une épaisseur qu'il voulait la plus fine possible (environ un millimètre). Il couvrit les deux surfaces avec des feuilles d'argent, laissa sécher à l’étuve et découpa la pâte en grains carrés avant de les vernir avec un mélange de benjoin et de grains de mastic.
Il obtint alors ces fameux petits bonbons carrés de couleur noire. Cette couleur provient entre autres de l'additif noir de carbone, colorant alimentaire fait de poudre de charbon de peuplier (connu sous le code E152 aujourd’hui) à divers stades de la fabrication. A ce jour le colorant E153 (soupçonné d'être cancérigène) est utilisé. Léon Lajaunie sembla apprécier la saveur de son invention, aussi, il décida de la commercialiser.
Les petits losanges noirs ayant besoin d'une boîte, il contacta un de ses amis, M. Caire, un horloger de L'Isle-Jourdain avec qui, il conçut une boîte ronde d'une taille commode qui permettait de la glisser dans la poche gousset d'un gilet. C'est ainsi qu'il conçut la célèbre boîte métallique et que sa confection fut confiée aux frères Sirven, imprimeurs et fabricants de boîtes métalliques.
En 1890, Léon Lajaunie pensa à commercialiser ses cachous en faisant de la publicité. Il fit confectionner des affiches en métal émaillé sur lesquelles étaient vantées les vertus de la nouvelle friandise. Ce fut la première publicité visible sur les lieux de vente.
En 1904, l'âge se faisant sentir et n'ayant aucun héritier il céda la marque, les droits d'exploitation et la formule à M. Sirven[réf. nécessaire].

### Un succès commercial

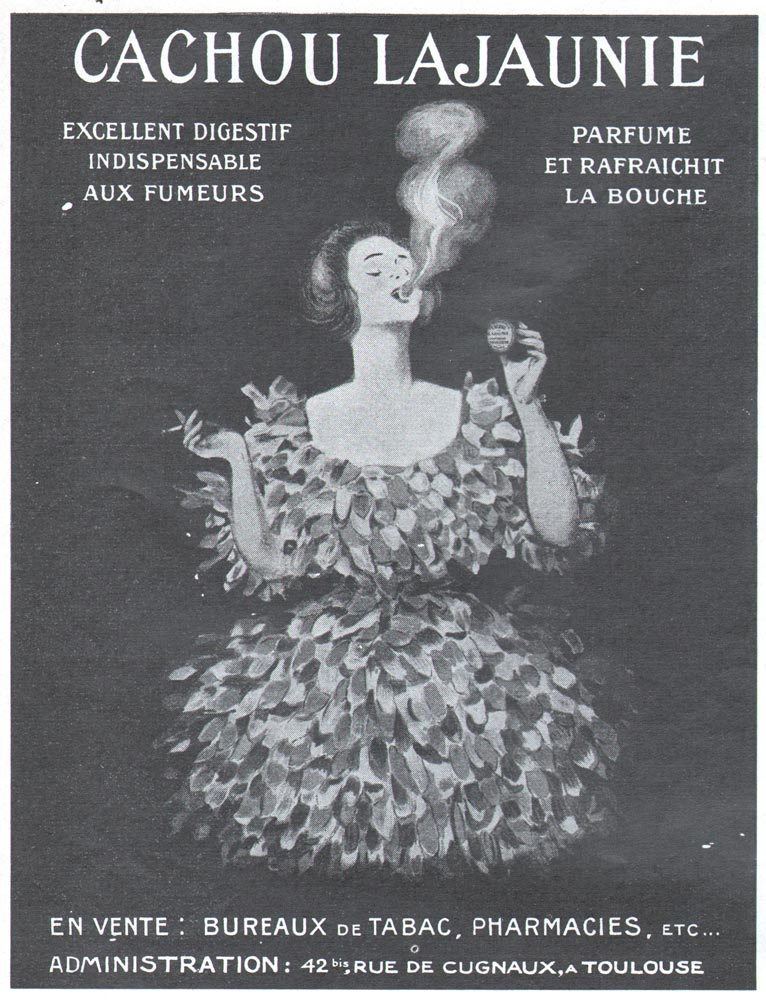
Publicité de Leonetto Cappiello publiée en 1922 dans L'Illustration.

Par la suite, les frères Sirven reprennent l'affaire et vendent les Cachou Lajaunie dans les bureaux de tabac. 
En 1930, la première publicité animée arriva sur les écrans de cinéma. Depuis, les cachous Lajaunie, dont la production et la vente ne cessaient d'augmenter, connurent un véritable succès commercial. Ils devinrent le produit emblématique de la ville de Toulouse, outre les plus traditionnelles violettes.
La composition du cachou ne fut pas modifiée et la boîte resta identique.
Sur les premières boîtes, il y avait une faute d'orthographe dans l'adresse mais on ne la modifia pas.
En 1905, le petit atelier de la rue Loze produisait 324 286 boîtes et les chiffres ne cessèrent de grimper régulièrement[réf. nécessaire]. Dans les années 1940 ( à contrôler) était inscrit "rue Loze" sur le dessus de la boite, etc. et supprimé aujourd'hui !
En 1914, la communication des cachous Lajaunie fut confiée au célèbre affichiste Leonetto Cappiello. La première affiche cachou Lajaunie était une jeune femme rousse arborant fièrement une cigarette allumée et suçant des cachous pour garder l'haleine fraîche.
De 1926 à 1979, Mlle Pécot prit la direction de l'entreprise[réf. nécessaire].
En 1930, sa publicité entra dans le cinéma parlant. Havas réalisa plusieurs dessins animés avec un jeune bambin nommé « Cachounet » qui volait au secours des personnes dont le succès amoureux était menacé par leur mauvaise haleine[réf. nécessaire].
Mademoiselle Pécot partit en retraite en 1979 mais décéda le jour même de son départ et elle fut remplacée par Monsieur Courtade[réf. nécessaire]. La même année, la petite boîte jaune était visible dans le métro au côté des jeans C17.
En 1985, les cachous Lajaunie s'offrent leur première campagne télévisée pour 450 000 francs les 3 secondes. Le spot, « La Belle de Cadix », réalisé par l'Allemand Chico Bialas (sur une idée de Serge Sentenac, directeur artistique de l'agence ALS Conseil) avec Kristen Hocking, est la première réclame télévisuelle qui obtient la Minerve de platine : Cachou Lajaunie, Lajaunie… Han han !. Elle est récompensée comme meilleure publicité de l'année.
En 1988, pour le lancement du cachou Lajaunie « Goût blond », la société fait appel au top-model Naomi Campbell dans deux spots publicitaires réalisés par Mario Testino. 
Par la suite, l'entreprise est achetée par les Laboratoires Pierre Fabre. En 1993, elle est revendue à la société Parke-Davis, une filiale du groupe américain Warner-Lambert, qui avait déjà fait l'acquisition des pastilles Vichy en 1988. Cependant, le laboratoire développe des produits génériques : de ce fait les cachous n'en plus, ils n'avaient gardé que le nom[réf. nécessaire]. 
En 1997, l'entreprise est vendue à Kraft Foods, qui l'intègre à sa filiale française de confiserie, regroupant les marques Hollywood (chewing gum), Malabar, Kréma, Kiss Cool et La Vosgienne, avant de la revendre à Cadbury en 2000. Les activités se recentrent sur le parfum originel « tradition », dans sa boîte jaune, puisque le parfum vanille est abandonné en 2005 et celui menthe en 2007. 
En 2010, à la suite du rachat de Cadbury par Kraft Foods, devenu Mondelez International en 2012, celui-ci est à nouveau propriétaire des cachous. La production se poursuit, à Toulouse, sur le site de l'usine Mondelez, rue Jacques-Gamelin, où sont également produits les biscottes et les pains grillés Pelletier et les barres de céréales Grany.
De 1902 à 1987, les campagnes publicitaires ont soutenu le développement de l’entreprise : 400 000 boîtes vendues en 1910, deux millions en 1930, sept millions en 1987 et 10 millions au début des années 2000. Les ventes ont cependant connu une forte baisse et se stabilisent désormais à environ 3 millions de boîtes chaque année.

## Dans la culture populaire
- Dans le film Coup de tête (1979) le vieux Jeanjean (Robert Dalban) propose malicieusement un cachou à François Perrin ("c'est vrai tu sais, j't'aime bien").
- En 1976, dans le film Calmos, Jean Rochefort déclare à la 15e minute : « Geneviève [...], tu me croiras si tu veux, à chaque fois avant de s'envoyer en l'air, elle me faisait becqueter du cachou ».
- Lorsqu'ils appartenaient encore au patrimoine toulousain, les cachous Lajaunie ont été mis en chanson par les Fabulous Trobadors en 1992 dans leur premier album Èra pas de faire.
- Dans le film Le Magnifique (Philippe de Broca, 1973) Charron, l'éditeur des romans de François Merlin n'a de cesse de lui proposer "un petit cachou".
- En 1963, dans le film Les Tontons Flingueurs de Georges Lautner, dans la célèbre scène de la cuisine, le personnage de Bernard Blier propose des cachous à Fernand Naudin interprété par Lino Ventura.